# Brick (electrónica)

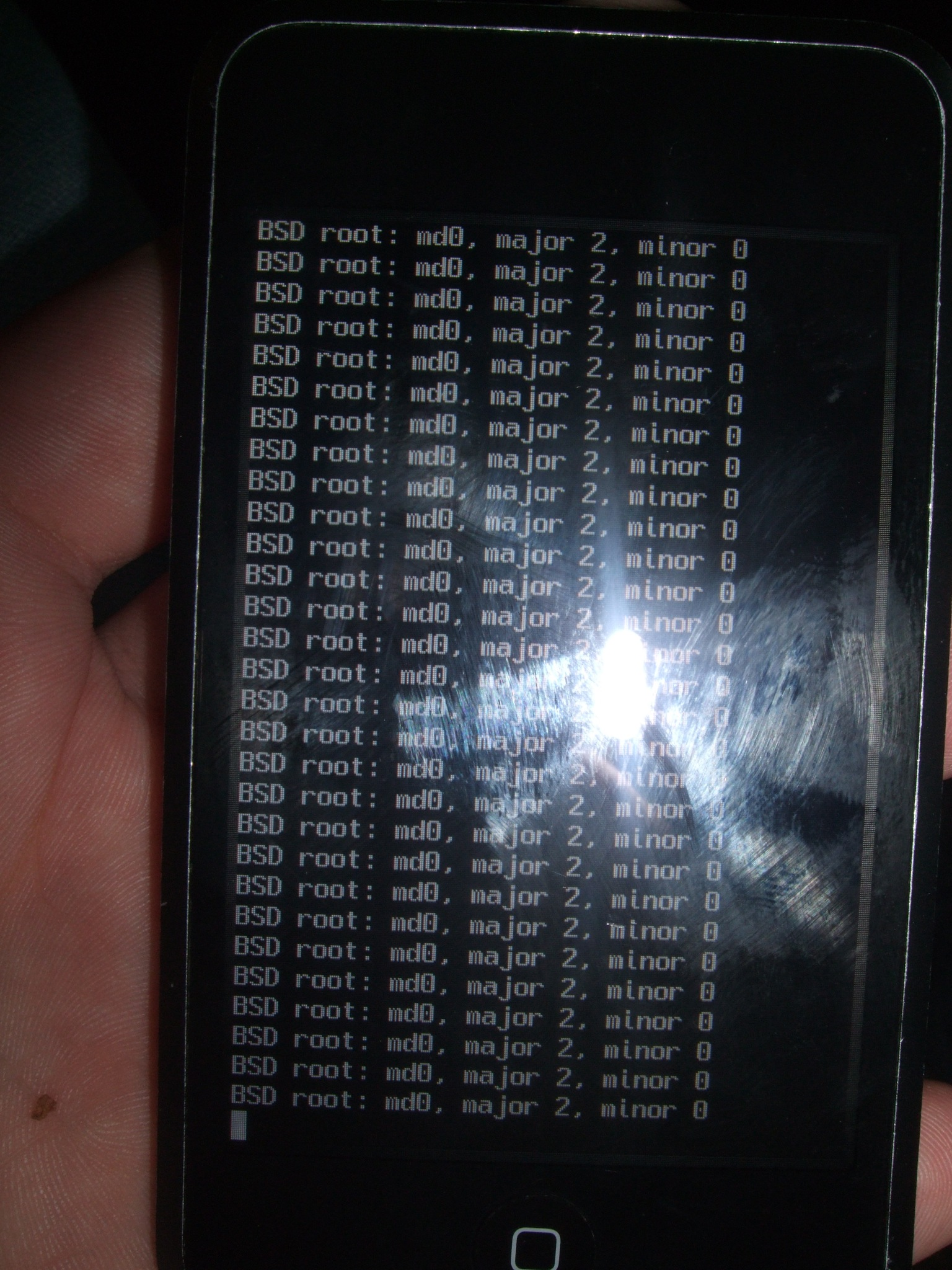
Un iPod Touch, que muestra solo mensajes de error como root BSD.

Un Brick (del inglés: Ladrillo) es un dispositivo móvil, consola de videojuegos, router, computadora u otro dispositivo electrónico de consumo que ya no funciona debido a un firmware corrupto o dañado, un problema de hardware u otro daño.
El término hace una analogía a un «ladrillo», que hace referencia al estado en el cual el dispositivo queda inutilizable, como un ladrillo o pisapapeles.

## Causa y prevención
El brick de un dispositivo suele ser el resultado de una interrupción al actualizar el dispositivo. Muchos dispositivos tienen un procedimiento de actualización que no debe interrumpirse antes de su finalización; Si se interrumpe por un corte de suministro eléctrico, intervención de parte del usuario o cualquier otro motivo, el firmware existente puede sobrescribirse parcialmente y quedar inutilizable. El riesgo de corrupción se puede minimizar tomando todas las precauciones posibles contra la interrupción.
Instalar un firmware con errores, o para una revisión diferente del hardware, o instalar firmware mal parcheado, como firmware de DVD que solo reproduce DVD vendidos en una región en particular, también puede causar un brick.
Los dispositivos también pueden tener un brick al ser afectados por un software malicioso y, a veces, por ejecutar un software no malicioso pero con errores que pueden causar daños.
Algunos dispositivos incluyen una copia de seguridad de su firmware, almacenada en una ROM fija o memoria no volátil grabable, a la que normalmente no es accesible para procesos que puedan corromperla. Si el firmware se daña, el dispositivo puede copiar desde la memoria de respaldo a su memoria principal, restaurando el firmware.

## Tipos
Los brick se pueden clasificar en dos tipos, hard y soft, según la capacidad de funcionamiento del dispositivo.

### Hard brick
Los dispositivos con un hard brick generalmente muestran pocos o ningún signo de funcionamiento. Un dispositivo brickeado no se enciende ni muestra el logotipo de su fabricante y la pantalla permanece apagada o en blanco. Algunas de las principales razones del hard brick incluyen: instalación de firmware no diseñado para el dispositivo, daños físicos graves, interrupción de un procedimiento de actualización del firmware o seguimiento incorrecto de un procedimiento de actualización.
En el caso de los dispositivos Android, se conocen algunos errores del kernel que afectan la partición /data en el chip eMMC, que se corrompe durante ciertas operaciones como el borrado y el flasheado.
Recuperar el dispositivo de un hard brick es generalmente dificultoso y requiere el uso de una interfaz de programación más directa para el dispositivo; A menudo existe una interfaz de este tipo, ya que debe haber una manera de programar el firmware inicial durante el proceso de fabricación. Sin embargo, es posible que se necesiten herramientas o conexiones adicionales, como dispositivos de programación de bajo nivel. Las recuperaciones de hardware de ladrillos duros también se consideran difíciles y requieren conocimientos eléctricos para encontrar y solucionar problemas de hardware. Por ejemplo, un condensador sobrecargado en un circuito puede explotar, deteniendo así el flujo de electricidad y bloqueando el dispositivo. Ejemplos más complejos involucran daños permanentes a circuitos integrados y procesadores . La reparación de dichos ladrillos de hardware implica reemplazar estos componentes por completo o arreglarlos mediante derivación si el circuito lo permite u otros métodos.
La mayoría de los dispositivos pueden tener un hard brick de diversas formas. La solución generalmente es un proceso de análisis del proceso de arranque, determinando el subtipo del hard brick y realizando cambios con la ayuda de un dispositivo externo (no brickeado).

### Soft brick
Un dispositivo con soft brick puede mostrar signos de funcionar, pero no arranca o puede mostrar una pantalla de error. Los dispositivos con un soft brick generalmente pueden repararse con relativa facilidad; por ejemplo, un dispositivo iOS con un soft brick puede mostrar una pantalla que indica al usuario que lo conecte a una computadora para realizar una recuperación del sistema operativo utilizando el software informático iTunes. En algunos casos, los dispositivos de ladrillo blando no se pueden reparar sin que se realicen reparaciones físicas; un ejemplo de esto sería un dispositivo iOS bloqueado con Bloqueo de activación de iCloud, cuya única solución es contactar al propietario de la cuenta de iCloud en la que está bloqueado el dispositivo, o reemplazar toda la placa lógica con una placa no bloqueada.

## Des-brickeo
Algunos dispositivos que quedan "brickeados" porque el contenido de su memoria no volátil es incorrecto. Se pueden "desbrickear" utilizando un hardware separado (una placa de depuración) que accede directamente a esta memoria. Esto es similar al procedimiento para cargar firmware en un nuevo dispositivo cuando la memoria aún está vacía. Este tipo de "brickeo" y "des-brickeo" ocurre ocasionalmente durante las pruebas y el desarrollo del firmware. En otros casos, se han desarrollado procedimientos de software y hardware, a menudo complejos, que tienen buenas posibilidades de desbloquear el dispositivo. No existe un método general; cada dispositivo es diferente. También existen programas modificadores creados por el usuario para usar en dispositivos bloqueados o parcialmente bloqueados para hacerlos funcionales. Los ejemplos incluyen el programa Wiibrew BootMii usado para reparar Nintendo Wiis semi-bloqueadas, el programa Odin usado para actualizar el firmware en dispositivos Samsung con Android, o el protocolo fastboot de Android que es capaz de volver a actualizar un dispositivo sin software instalado.
Un Kindle Fire rooteado con un soft brick se puede des-brickear utilizando herramientas de desrooteo.
Se puede desbrickear una computadora personal mediante el uso de varios medios de técnicas de restauración, desde los internos mediante la función "Copia de seguridad y reinicio", o los externos mediante una imagen externa del SO.

## Sistemas
Principalmente, cualquier dispositivo con un firmware re-grabable o ciertas configuraciones cruciales almacenadas en una memoria flash o EEPROM puede brickearse. Muchos, pero no todos los dispositivos con firmware actualizable por el usuario tienen protección contra el brickeo; los dispositivos destinados a ser actualizados únicamente por un personal de servicio oficial generalmente no lo hacen.
Entre los dispositivos que se sabe que tienen problemas de bloqueo se encuentran: PC más antiguas (los modelos más recientes suelen tener BIOS duales o alguna otra forma de protección), muchos teléfonos móviles, consolas de juegos portátiles como PlayStation Portable y Nintendo DS, consolas de videojuegos como Nintendo Wii, Xbox 360, PlayStation 4 y Xbox One, muchos dispositivos SCSI y algunas líneas de unidades de disco duro y routers.
Al menos algunos modelos[¿cuál?] de enrutadores más antiguos del mercado de consumo puede dejar de responder cuando el usuario intenta definir una máscara de subred que no contenga una serie contigua de 1 y luego 0. Si se configura incluso un solo bit de modo que interrumpa una de las ejecuciones, el enrutador puede bloquearse y no responder a los procedimientos estándar de solución de problemas o resolución enumerados en el manual. Para desbloquear el enrutador, es posible que sea necesario abrir la carcasa, cortocircuitar algunos jumpers en la placa, luego conectar el enrutador mediante un cable USB a una PC vieja con hardware USB 1.1, ejecutar un programa especial de nivel DOS proporcionado por el fabricante y encender el enrutador. Este procedimiento actualizará el router a la configuración de fábrica y al firmware original.
Autos eléctricos como el Tesla Roadster (primera generación) pueden ser brickeados si su batería está completamente descargada.
Algunas veces, una actualización flash interrumpida de la placa base de una PC brickeara la placa, por ejemplo, debido a un corte de suministro (o una impaciencia del usuario) durante el proceso de actualización. A veces es posible desbloquear una placa base de este tipo, buscando un chip BIOS en una placa similar pero rota, con la esperanza de que la BIOS funcione incluso hasta la mitad, lo suficientemente lejos como para arrancar desde el disquete. Entonces será posible volver a intentar el proceso de flasheo. A veces, es posible arrancar desde un disquete, luego cambiar el antiguo chip BIOS (presumiblemente muerto) y volver a flashearlo. En algunas placas Gigabyte, también es posible volver a actualizar el BIOS principal bloqueado utilizando un BIOS de respaldo. Algunos proveedores colocan el chip BIOS en zócalos, lo que permite eliminar y reprogramar el chip BIOS dañado utilizando una herramienta externa, como un programador universal o un Arduino.

## Servicios en línea y móviles
Los teléfonos móviles tienen un código de identificación fijo, el IMEI. Un teléfono señalado como robado puede tener su IMEI bloqueado por las redes, impidiendo su uso como dispositivo móvil. iOS ofrece una función similar de "Bloqueo de activación" a través del software de seguridad "Buscar mi iPhone", donde se puede impedir de forma remota el funcionamiento de un dispositivo (incluso después de haber sido borrado), protegido por el ID de Apple del propietario.
Los dispositivos que dependen en gran medida de los servicios en línea para funcionar pueden brickearse después de que el fabricante suspenda los servicios, o algún otro factor tecnológico (como certificados de seguridad vencidos u otros servicios que dejan de estar disponibles silenciosamente) les impide funcionar. Esto puede suceder si el producto ha sido reemplazado por un modelo más nuevo y el fabricante ya no desea mantener los servicios para la versión anterior, o si una empresa ha sido adquirida por otra o cesa sus operaciones y decide no hacerlo, o ya no existe. capaz de mantener sus productos anteriores. Por ejemplo, Apple dejó de dar soporte a OS X El Capitan en octubre de 2018, y el 30 de septiembre de 2021 expiró el certificado de seguridad integrado, lo que impidió a los usuarios de conectarse o utilizar algún servicio de iCloud. El certificado de seguridad emitido con las actualizaciones finales de OS X Sierra y High Sierra expiró el 20 de mayo de 2022. La práctica ha sido analizada especialmente en el Internet de las cosas y los mercados de hogares inteligentes. En estos casos, el bricking ha sido declarado un medio para imponer la obsolescencia programada.